# ويليام إس. غريفز
ويليام إس. غريفز (بالإنجليزية: William Sidney Graves)‏ هو ضابط أمريكي، ولد في 27 مارس 1865 في ماونت كالم في الولايات المتحدة، وتوفي في 27 فبراير 1940 في شروزبري في الولايات المتحدة.